# Ловци на натприродно (5. сезона)
Пета сезона серије Ловци на натприродно, америчке фантастичне телевизијске серије аутора Ерика Крипкеа, емитована је од 10. септембра 2009. до 13. маја 2010. године, с укупно 22. епизоде. Главне улоге глуме Џаред Падалеки, Џенсен Аклс и Миша Колинс, који је раније глумио у споредној улози. Након завршетка ове сезоне, аутор серије Ерик Крипке поднео је оставку на место шоуранера. Сезона прати Сема и Дина који покушавају да униште Луцифера, којег је Сем нехотице пустио из пакла на крају претходне сезоне.
Марк Пелегрино игра улогу Луцифера. У епизоди „Пали идоли”, Парис Хилтон глуми Лесника, бога који има преузима обличје разних добро познатих лица укључујући и њу. Сезона је такође вратила Џо и њену мајку Елен Харвел, као и ловца Руфуса, Враголана и пророка, Чака Шурлија.

## Улоге

### Главне
- Џаред Падалеки као Сем Винчестер / Луцифер
- Џенсен Аклс као Дин Винчестер
- Миша Колинс као Кастиел[а]

### Специјалне гостујуће
- Парис Хилтон као она / Лесник

### Гостујуће
- Џим Бивер као Боби Сингер
- Марк Пелегрино и Белами Јанг као Луцифер
- Роб Бенедикт као Чак Шурли
- Курт Фулер као Закараја
- Марк А. Шепард као Кроули
- Џејк Ејбел као Адам Милиган / Михаило
- Саманта Ферис као Елен Харвел
- Мет Фруер као Куга
- Рејчел Мајнер као Мег Мастерс
- Емили Перкинс као Беки Роузен
- Синди Сампсон као Лиса Брејдин
- Ричард Спејт Млађи као Враголан / Гаврило
- Аљона Таљ као Џо Харвел
- Демор Барнс као Дони Финерман / Рафаил
- А. Џ. Бакли као Ед Зедмор
- Трејси Динвиди као Памела Барнс
- Кари Флеминг као Карен Сингер
- Џон Грајс као Мартин Крисер
- Чад Линдберг као Еш
- Џули Макнивен као Ана Милтон
- Ејдријен Палики као Џесика Мур
- Ким Род као шерифкиња Џоди Милс
- Мет Коен као млади Џон Винчестер / Михаило
- Џулијан Ричингс као Смрт
- Саманта Смит као Мери Винчестер
- Ејми Гуменик као Млада Мери Винчестер
- Травис Вестер као Хари Спанглер
- Стивен Вилијамс као Руфус Тарнер
- Мајкл Шанкс као Роб
- Ерик Џонсон као Брејди

## Епизоде
У овој табели, број у првој колони се односи на број епизоде у целој серији, док број у другој колони означава број епизоде у овој сезони. „Гледаност у САД (милиони)” се односи на то колико је Американаца гледало премијеру епизоде или на дан емитовања.
| Бр. еп. (укупно) | Бр. еп. (у сезони) | Српски наслов Изворни наслов     | Редитељ         | Сценариста                                                                 | Премијера                         | Прод. код | Гледаност у САД (милиони) |
| ---------------- | ------------------ | -------------------------------- | --------------- | -------------------------------------------------------------------------- | --------------------------------- | --------- | ------------------------- |
| 83               | 1                  | Саосећање за Ђавола              | Роберт Сингер   | Ерик Крипке                                                                | 10. септембар 2009. 8. март 2022. |           | 3,40                      |
| 84               | 2                  | Забога!                          | Фил Сгрича      | Сера Гамбл                                                                 | 17. септембар 2009. 8. март 2022. |           | 2,80                      |
| 85               | 3                  | Слободни да будемо оно што јесмо | Џ. Милер Тобин  | Џереми Карвер                                                              | 24. септембар 2009. 8. март 2022. |           | 2,66                      |
| 86               | 4                  | Крај                             | Стив Бојум      | Бен Едлунд                                                                 | 1. октобар 2009. 8. март 2022.    |           | 2,62                      |
| 87               | 5                  | Пали идоли                       | Џејмс Л. Конвеј | Џули Сиџ                                                                   | 8. октобар 2009. 8. март 2022.    |           | 2,47                      |
| 88               | 6                  | Деца су будућност                | Чарлс Бисон     | Ендру Даб и Данијел Лофлин                                                 | 15. октобар 2009. 8. март 2022.   |           | 2,59                      |
| 89               | 7                  | Случај Дина Винчестера           | Роберт Сингер   | Story by : Сера Гамбл и Џени Клајн Teleplay by : Сера Гамбл                | 29. октобар 2009. 8. март 2022.   |           | 2,90                      |
| 90               | 8                  | Мењање канала                    | Чарлс Бисон     | Џереми Карвер                                                              | 5. новембар 2009. 8. март 2022.   |           | 2,65                      |
| 91               | 9                  | Прави Истеривачи духова          | Џејмс Л. Конвеј | Story by : Ненси Вајнер Teleplay by : Ерик Крипке                          | 12. новембар 2009. 8. март 2022.  |           | 2,69                      |
| 92               | 10                 | Оставите сву наду                | Фил Сгрича      | Бен Едлунд                                                                 | 19. новембар 2009. 8. март 2022.  |           | 2,51                      |
| 93               | 11                 | Прекинути сан                    | Џејмс Л. Конвеј | Ендру Даб и Данијел Лофлин                                                 | 21. јануар 2010. 8. март 2022.    |           | 2,79                      |
| 94               | 12                 | Замена                           | Роберт Сингер   | Story by : Џули Сиџ, Ребека Десертајн и Харви Федор Teleplay by : Џули Сиџ | 28. јануар 2010. 8. март 2022.    |           | 2,65                      |
| 95               | 13                 | Песма остаје иста                | Стив Бојум      | Сера Гамбл и Ненси Вајнер                                                  | 4. фебруар 2010. 8. март 2022.    |           | 2,28                      |
| 96               | 14                 | Мој крвави Дан заљубљених        | Мајк Рол        | Бен Едлунд                                                                 | 11. фебруар 2010. 8. март 2022.   |           | 2,51                      |
| 97               | 15                 | Мртваци не носе карирано         | Џон Шоуолтер    | Џереми Карвер                                                              | 25. март 2010. 8. март 2022.      |           | 2,95                      |
| 98               | 16                 | Тамна страна месеца              | Џеф Вулно       | Ендру Даб и Данијел Лофлин                                                 | 1. април 2010. 8. март 2022.      |           | 2,40                      |
| 99               | 17                 | 99 проблема                      | Чарлс Бисон     | Џули Сиџ                                                                   | 8. април 2010. 8. март 2022.      |           | 2,78                      |
| 100              | 18                 | Без повратка                     | Фил Сгрича      | Џереми Карвер                                                              | 15. април 2010. 8. март 2022.     |           | 2,45                      |
| 101              | 19                 | Божји чекић                      | Рик Бота        | Story by : Дејвид Рид Teleplay by : Ендру Даб и Данијел Лофлин             | 22. април 2010. 8. март 2022.     |           | 2,82                      |
| 102              | 20                 | Ђаво кога знаш                   | Роберт Сингер   | Бен Едлунд                                                                 | 29. април 2010. 8. март 2022.     |           | 2,38                      |
| 103              | 21                 | Два минута до поноћи             | Фил Сгрича      | Сера Гамбл                                                                 | 6. мај 2010. 8. март 2022.        |           | 2,53                      |
| 104              | 22                 | Лабудова песма                   | Стив Бојум      | Story by : Ерик Гевиц Teleplay by : Ерик Крипке                            | 13. мај 2010. 8. март 2022.       |           | 2,84                      |